# کارلوتو کوتا
کارلوتو کوتا (پرتغالی: Carloto Cotta) بازیگر سینما و تلویزیون اهل پرتغال است.
از فیلم‌ها یا مجموعه‌های تلویزیونی که وی در آن‌ها نقش داشته‌است می‌توان به آرنا، خطوط ولینگتون، اسرار لیسبون و شب‌های عربی اشاره نمود.